# Hogebieren
Hogebieren is een buurtschap in de gemeente Hollands Kroon in de provincie Noord-Holland.
Hogebieren ligt net ten zuidoosten van Haringhuizen en ten noordwesten van Moerbeek. Formeel wordt de plaats tot het dorp Haringhuizen gerekend. De plaats bestaat vooral uit agrarische bewoning en er staan een aantal monumentale boerderijen, zoals de Kieftenburg. De oorspronkelijke boerderij, die erg groot was en in het land lag, brandde af in 1878, maar werd herbouwd in 1879, zij het niet  op dezelfde plaats maar aan de Hogebierenweg. In de loop der tijd is dit een monumentaal pand geworden, maar wel één dat nog steeds in bedrijf is.
Tot 31 december 2011 behoorde Hogebieren tot de gemeente Niedorp die per 1 januari 2012 in een gemeentelijke herindeling is samengegaan tot de gemeente Hollands Kroon.
Dorpen en gehuchten: Anna Paulowna · Barsingerhorn · Breezand · Den Oever · Haringhuizen · Hippolytushoef · De Haukes · Kleine Sluis · Kolhorn · Kreil · Kreileroord · Lutjewinkel · Middenmeer · Moerbeek · Nieuwe Niedorp · Nieuwesluis · Oosterklief · Oosterland · Oude Niedorp · Slootdorp · Smerp · Stroe · De Strook · Terdiek · Tolke (deels) · Van Ewijcksluis · Vatrop · 't Veld · Verlaat (deels) · Westerklief · Westerland · Wieringerwaard · Wieringerwerf · Winkel · Zijdewind

Buurtschappen: Blokhuizen · Dam · De Belt · De Bomen · De Elft · Emaus · Gelderse Buurt · De Gest · Groetpolder · Hanedoes · De Heid · De Hoelm · Hogebieren · Hollebalg · De Kampen · Langereis (deels) · De Leijen · Lutjekolhorn · Mientbrug · Noord-Stroe · Noordburen · Noorderbuurt · De Normer · Poolland · Spoorbuurt · Tin · Vennik (deels) · Wateringskant · De Weel (deels) · De Weere · Westeinde  · Zandburen

Noord-Holland: Steden en dorpen    Nederland: Provincies · Gemeenten